# Parathesis glendae
Parathesis glendae là một loài thực vật có hoa trong họ Anh thảo. Loài này được Ricketson mô tả khoa học đầu tiên năm 1997.